# Fiat Linea
La Fiat Linea est une automobile fabriquée par les filiales du constructeur italien Fiat, de 2007 à 2016 dans sa filiale locale turque Fiat-Tofaş, puis brésilienne et indienne de 2008 à 2018.
Présentée au Salon d’Istanbul en novembre 2006, la voiture a été dessinée par le Centro Stile Fiat. Longue de 4,56 m, cette berline du segment C accueille cinq passagers et la contenance du coffre est de 500 litres. Techniquement elle est basée sur la plateforme de la Grande Punto, dont elle reprend aussi la planche de bord.
La nouvelle voiture ne sera pas vendue en Italie mais ne sera commercialisée que dans un certain nombre de marchés européens où les berlines à coffre sont toujours à la mode, et non européens, à partir du second semestre 2007. Sa fabrication a débuté au mois de mars 2007 chez Fiat-Tofaş en Turquie à la cadence de 250 exemplaires par jour, pour une prévision de 65 000 exemplaires par an. Les exportations vers l'Allemagne, l'Espagne, le Portugal, la Finlande et l'Europe de l'Est ont débuté en juin 2007.
Sur ces marchés (Turquie, Europe), elle est disponible avec un moteur essence d'entrée de gamme 1.4 atmosphérique de 77 ch, ce qui est inférieur à l'ensemble de ses concurrentes. Le moteur diesel de 90 ch peut être accouplé à une boîte manuelle ou robotisée. Le haut de gamme est constitué par le même bloc essence que la version de base, aidé d'un turbocompresseur, qui délivre 120 ch et offre alors un bon rapport performances/consommation. Elle est livrable en 3 finitions, Active, Dynamic et Emotion.
Alors que son positionnement en Europe est celui d'une petite berline familiale bon marché, celui souhaité par Fiat pour le marché sud-américain est bien différent, puisque la Linea constitue le haut de gamme de Fiat là-bas. Le plus petit moteur disponible au Brésil, où la commercialisation a débuté en septembre 2008, est plus puissant que le plus puissant disponible en Europe. Il s'agit d'un inédit 1.9 16V atmosphérique de 132 ch fonctionnant à l'éthanol ou à l'essence, et disponible avec une boîte manuelle ou robotisée. Il est accompagné en haut de gamme du moteur essence 1.4 T-Jet dans sa version 150 ch.
Fiat ambitionne de réussir avec ce modèle sa stratégie de voiture mondiale, le même que celui obtenu avec le projet 178 Palio. L'ajout d'un design plus attractif et d'une base technique récente doit leur permettre de bien réussir, par exemple en Chine, là où la Palio a échoué.

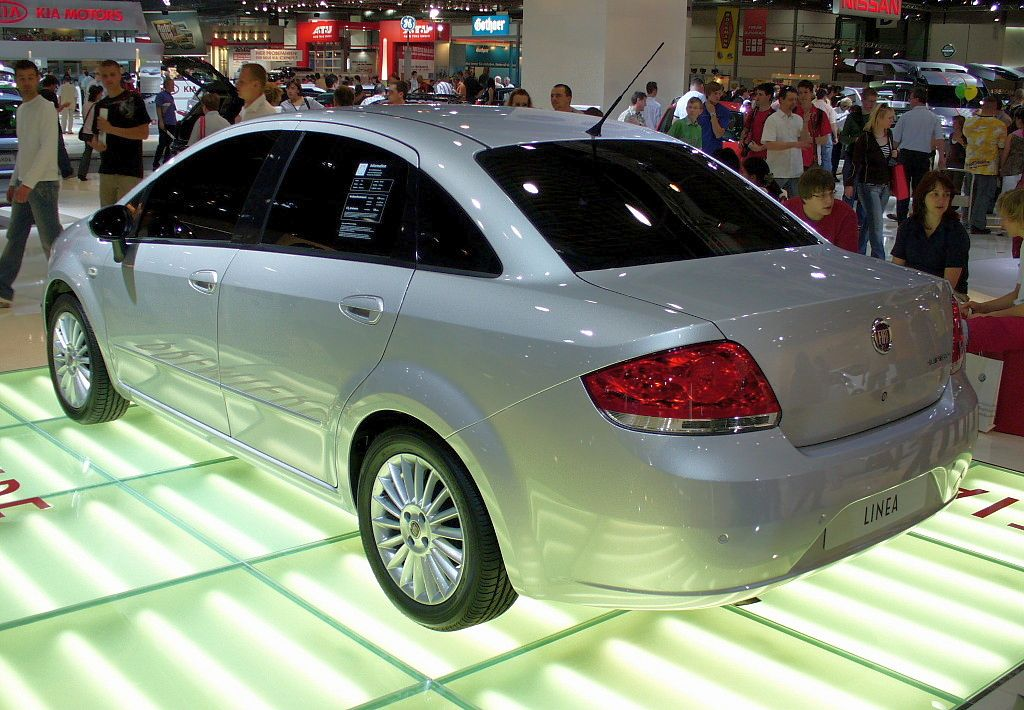
Fiat Linea au Salon Istanbul 2006

Sur les marchés brésiliens et indien, la Fiat Linea est présentée avec une image haut de gamme qui dispose notamment d'un moteur essence de 1,8 litre de 150 ch.
Sa production s'est achevée en 2018.

## Motorisations
| Modèle           | Moteur                | Cylindrée | Puissance (ch)     | Couple (N m)       | Accélération 0-100 km/h | Vitesse maxi |
| ---------------- | --------------------- | --------- | ------------------ | ------------------ | ----------------------- | ------------ |
| 1.4 - 8V         | 4 cyl. essence        | 1 368 cm3 | 77 @ 6 000 tr/min  | 115 @ 3 000 tr/min | 14,6 s                  | 165 km/h     |
| 1.4 16V T-Jet    | 4 cyl. essence        | 1 368 cm3 | 120 @ 5 000 tr/min | 206 @ 1 750 tr/min | 9,2 s                   | 195 km/h     |
| 1.3 Multijet 16V | 4 cyl. diesel         | 1 248 cm3 | 90 @ 4 000 tr/min  | 200 @ 1 750 tr/min | 13,8 s                  | 170 km/h     |
| 1.9 16V Flex     | 4 cyl. essence/alcool | 1 839 cm3 | 134 @ 5 750 tr/min | 183 @ 4 500 tr/min | 10,5 s                  | 188 km/h     |
| 1.4 16V T-Jet    | 4 cyl. essence        | 1 368 cm3 | 154 @ 5 500 tr/min | 207 @ 2 250 tr/min | 8,5 s                   | 203 km/h     |

## Les sites de production
- Turquie : fabrication démarrée en mars 2007, usine Fiat-Tofaş de Bursa, 65 000 exemplaires par an. La 2e série a vu le jour en 2013. Les deux séries sont toujours produites en 2016.
- Russie : assemblage puis fabrication locale à partir de mi-2010, usine Sollers[4]. À la suite de la dissolution de la société commune, la production de la Linea a été interrompue quelques mois plus tard.
- Brésil : la fabrication a démarré le 18 septembre 2008 et a pris fin le 18 juin 2016 dans l'usine géante Fiat Automoveïs de Betim.
- Inde : la production a débuté le 21 novembre 2008 dans la nouvelle usine Fiat India de Ranjangaon.